# Atractodes thomsoni
Atractodes thomsoni là một loài tò vò trong họ Ichneumonidae.